# Elias Dollhopf

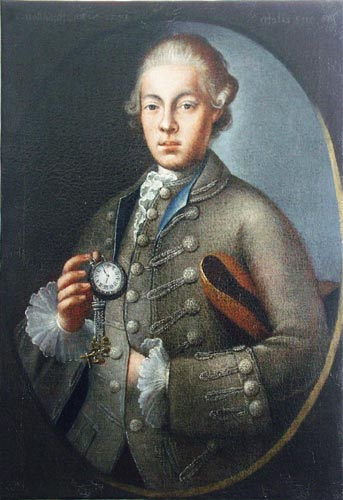
„Der Mann mit der Uhr“

Elias Dollhopf (~ 13. Januar 1703 in Tachau; † 12. Dezember 1773 in Schlaggenwald) war ein Porträt- und Freskenmaler des Barocks in Böhmen.

## Leben
Elias Dollhopf war der Sohn des aus einer Metzgerfamilie stammenden Johann Adam Dollhopf (~ 1665 in Tachau, † 5. Oktober 1752 ebenda) und der Magdalena Maria. Seine Eltern hatten 1690 in Tachau geheiratet und insgesamt sieben Kinder: Elias, Johann (~ 1706 in Tachau), Maria Catharina (~ 24. April 1708 in Tachau), Anna Sophia (~ 24. Februar 1710 in Tachau), Adam Philipp (um 1710), Johann Franz (~ 29. Oktober 1711 in Tachau) und Johann Adam (~ 29. März 1714 in Tachau). Der Bürger Johann Adam Dollhopf übte neben dem Fleischhauerhandwerk ab 1737 auch das Amt des Bürgermeisters von Tachau aus und wird zudem als „Kirchenvater“ genannt.
Elias Dollhopf erhielt seine Ausbildung in der Werkstatt des seinerzeit bedeutenden Tachauer Malers Mathiowetz. Als Gehilfe unterstützte er diesen bei größeren Aufträgen in Schlaggenwald und wurde 1737 dort ansässig. Seinen Weglaßbrief aus Tachau erhielt er jedoch erst 1739. Er heiratete Anna Marie Sofie und wohnte im Haus Nr. 269, das kurz vor der Vertreibung der Deutschen aus der Tschechoslowakei die Hausnummer 8 trug.
Der Künstler, der auch als guter Musiker galt, wurde zum angesehenen Bürger der kaiserlichen Bergstadt Schlaggenwald. Er war dort ab 1754 im Kollegiat der Ratsherrn und wurde 1773 zum Bürgermeister der Stadt gewählt.
„Elias Dollhopf pictor et consul obiit die 12. Decembris 1773“ steht unter anderem zu seinem Tode im Kirchenbuch verzeichnet.
Die Bürger von Schlaggenwald weihten zu Ehren des Künstlers nach dessen Tod am Markt eine Gedenktafel. Einer seiner Nachkommen war der Baumeister und Maler Reinhold Dollhopf (1875–1963).

## Werke
- Porträt von Abt H. Ambros von Tepl
- Altarbild, St.-Maria-Magdalenen-Kirche, Karlsbad
- Fresken und Altarbild, Kleine Kappl, Bad Neualbenreuth
- Ausgestaltung des Festsaals der klösterlichen Sommerresidenz Kloster Fockenfeld: Fresken zum Letzten Abendmahl, 1768
- Fresken, Jakobikirche, Marchaney, 1915 bei einem Brand zerstört
- Fresken, Wallfahrtskirche Maria Kulm
- Fresken über dem Eingang in die Kapelle und Bild des seligen Hroznata als Ritter, Stiftskirche Mariä-Verkündigung, Stift Tepl
- Fresken, Stadtkirche St. Ägidius, Tepl
- Fresken und Hauptaltar der Dekanatskirche, Mies
- Fresken und Altarbild, Bartholomäuskirche, Pistau bei Kuttenplan, nach 1750
- Fresken des Kreuzwegs, Stadtkirche St. Joachimsthal, Joachimsthal, 1775 vollendet
- Der Mann mit der Uhr, heute im Bezirksmuseum Schlaggenwald
- Fresken, Dreifaltigkeitskapelle, ehemals Friedhofskapelle, Falkenau an der Eger
- Gemaltes Antependium an der Steinmensa, Kirche St. Wenzel in Loket
- Altarbild, Heilige Cäcilia mit Himmelsboten, Kirche St. Georg in Horní Slavkov (Schlaggenwald)